# Waltham on the Wolds
Waltham on the Wolds är en by i civil parish Waltham on the Wolds and Thorpe Arnold, i distriktet Melton, i grevskapet Leicestershire i England. Byn är belägen 28,2 km från Leicester. Orten har 867 invånare (2015). Waltham on the Wolds var en civil parish fram till 1936 när blev den en del av Waltham. Civil parish hade 510 invånare år 1931. Byn nämndes i Domedagsboken (Domesday Book) år 1086, och kallades då Waltham.